# Harpyionycteris celebensis
Harpyionycteris celebensis är en fladdermusart som beskrevs av Miller och Hollister 1921. Harpyionycteris celebensis ingår i släktet Harpyionycteris och familjen flyghundar. Inga underarter finns listade.

## Beskrivning
Pälsen på ryggen är mörkbrun och blir gradvis ljusare på halsen och huvudet. 
Vikt: maximalt 142 gram
Längd: 117 – 153 mm 
Ansiktet kännetecknas av rörformiga näsborrar och en trekantig knöl på nedre läppen. Pälsen på huvudet är kortare än på bålen. Flyghuden är främst svartbrun med några vita punkter. Artens tandformel är I 1/1, C 1/1, P 3/3, M 2/3, vad som ger 30 tänder i hela tanduppsättningen.

### Fotnot
1. ↑  Längd inklusive huvud.

## Utbredning
Harpyionycteris celebensis är endemisk på Sulawesi och Butung i Indonesien. Den förekommer på upp till 2120 meter över havet och förmodligen ännu högre.
Arten trivs i naturskog, men fynd har också gjorts vid kakaoplantager. H. celebensis finns i Domogo-bone nationalpark.

## Ekologi
Individernas gömställen är inte kända men de vilar troligtvis inte i grottor. Som andra flyghundar har de frukter som föda. På grund av artens spetsiga tänder antas att den äter frukter med hårt skal. Dräktiga honor med ett embryo hittades i januari och september. Antagligen är honor efter 6 månader full utvecklade.

## Hot
Skogens omvandling till jordbruksmark är ett lokalt hot. Enligt uppskattningar minskar hela beståndet mellan 2015 och 2030 med 25 till 29 procent. IUCN kategoriserar arten globalt som nära hotad (NT).